# UFC 204
UFC 204：比斯平对亨德森二番战（UFC 204: Bisping vs. Henderson 2）是终极格斗冠军赛（UFC）主办的一场综合格斗赛事，于2016年10月8日在英国曼彻斯特的曼彻斯特竞技场举行。由于时差原因，比赛于凌晨五点开始。

## 结果
1. ↑  UFC中量级冠军战